# クラマゴア (潜水艦)
クラマゴア (USS Clamagore, SS-343) は、アメリカ海軍の潜水艦。バラオ級潜水艦の一隻。艦名はスペイン語で「オウム」を意味し、西インド諸島から大西洋岸沿いに生息するブダイの一種ブルー・パロットフィッシュの通称に因んで命名された。

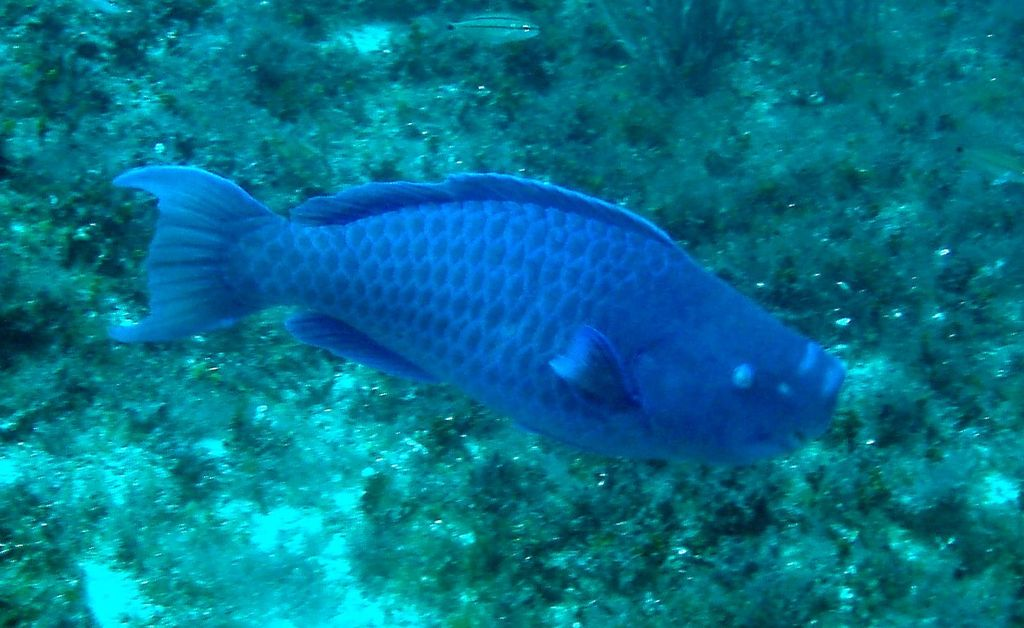
ブルー・パロットフィッシュ（通称Clamagore）

## 艦歴
クラマゴアは1944年3月16日にコネチカット州グロトンのエレクトリック・ボート社で起工した。1945年2月25日にM・J・ジェーコブスによって命名、進水し、1945年6月28日に艦長S・C・ルーミス・ジュニア中佐の指揮下就役する。
クラマゴアは1945年9月5日に母港として指定されたフロリダ州キーウェストに到着した。就役後は様々な艦隊および艦隊ソナー学校での任務に従事し、しばしばキューバやヴァージン諸島を訪問した。1947年12月5日にフィラデルフィア海軍造船所に入渠し、GUPPY II 改修が行われた。1948年8月6日にキーウェストに帰還、その後8年間を沿岸およびカリブ海での作戦活動に費やした。その間の1953年2月3日から4月16日までは地中海での配備に就いた。
クラマゴアは1957年初めにニューロンドンとニューポートを訪問し、3月13日にキーウェストに帰還した。9月23日から12月7日まで北大西洋でNATOの演習に参加し、イギリスのポーツマス、ニューファンドランドのアージェンティアを訪問した。1959年6月29日に新たな母港のチャールストンに到着、近海での作戦活動後、1960年4月5日に地中海で第6艦隊の配備に就く。7月まで地中海での任務に従事した後、チャールストンに帰還した。1960年の残りは東海岸沖での作戦活動に従事した。
1962年にクラマゴアはGUPPY III 改修が行われた。艦首部にコントロール・ルームが装着され船体は15フィート (4.6 m) 延長された。またプラスチック製のセイルと BQG-4 PUFFS パッシブ・ソナーが装備され、船体上部に3基のフィン状センサーが装着された。
クラマゴアの改修は1963年2月に終了し、母港はニューロンドンへ変更された。
クラマゴアは1975年6月12日に退役し、1975年6月27日に除籍された。その後1979年8月6日に博物館船として寄贈された。 
クラマゴアは1981年4月にサウスカロライナ州チャールストンのペイトリオッツ・ポイント海軍海事博物館に到着し、博物艦船としてヨークタウン (USS Yorktown, CVS-10) 、ラフィー (USS Laffey, DD-724) 、インガム (USCGC Ingham, WHEC-35)と共にドック入りした。
クラマゴアは国立史跡登録番号 89001229 であり、1989年6月29日にはアメリカ合衆国国定歴史建造物に指定された。